# Німеччина на зимових Олімпійських іграх 1928
Німеччина брала участь на Других зимових Олімпійських іграх 1928 року у місті Санкт-Моріц (Швейцарія). Країна вперше була присутня на зимовій Олімпіаді, оскільки Німеччину не допустили до Олімпіади 1924 року через її роль у Першій світовій війні.
Збірну країни представляли 44 спортсмени (39 чоловіків та 5 жінок) у 7 видах спорту. Прапороносцем на церемонії відкриття був лижник Карл Нойнер. Німецькі спортсмени здобули лише одну бронзову медаль.

## Медалісти
| Медаль | Ім'я                                                              | Вид спорту | Дисципліна         |
| ------ | ----------------------------------------------------------------- | ---------- | ------------------ |
| Бронза | Ганс Кіліан Валентин Кремпль Ганс Гесс Себастьян Губер Ганс Негле | Бобслей    | П'ятірки, чоловіки |

## Бобслей
| След  | Спортсмени                                                                    | Дисципліна         | Заїзд 1 | Заїзд 1 | Заїзд 2 | Заїзд 2 | Всього | Всього |
| След  | Спортсмени                                                                    | Дисципліна         | Час     | Місце   | Час     | Місце   | Час    | Місце  |
| ----- | ----------------------------------------------------------------------------- | ------------------ | ------- | ------- | ------- | ------- | ------ | ------ |
| GER-1 | Ганс-Едгар Ендрес Пауль Мартін Карл Райнхардт Пауль Фолкхардт Рудольф Зоннінг | П'ятірки, чоловіки | 1:48.0  | 22      | 1:43.9  | 9       | 3:31.9 | 18     |
| GER-2 | Ганс Кіліан Валентин Кремпль Ганс Гесс Себастьян Губер Ганс Негле             | П'ятірки, чоловіки | 1:41.7  | 5       | 1:40.2  | 2       | 3:21.9 | 3      |

## Ковзанярський спорт
| Дисципліна        | Спортсмен       | Час    | Місце |
| ----------------- | --------------- | ------ | ----- |
| 500 м (чоловіки)  | Ергард Майке    | 49.1   | 24    |
| 500 м (чоловіки)  | Фріц Юнгблют    | 47.2   | 20    |
| 1500 м (чоловіки) | Артур Фольштедт | 2:39.9 | 23    |
| 1500 м (чоловіки) | Фріц Юнгблют    | 2:28.2 | 11    |
| 5000 м (чоловіки) | Ергард Майке    | DNF    | –     |
| 5000 м (чоловіки) | Артур Фольштедт | 9:58.5 | 28    |
| 5000 м (чоловіки) | Фріц Юнгблют    | 9:26.7 | 16    |

## Лижне двоборство
| Спортсмен     | Змагання      | Лижні перегони | Лижні перегони | Лижні перегони | Стрибок з трампліну | Стрибок з трампліну | Стрибок з трампліну | Стрибок з трампліну | Разом  | Разом |
| Спортсмен     | Змагання      | Час            | Бали           | Місце          | Дистанція 1         | Дистанція 2         | Бали                | Місце               | Бали   | Місце |
| ------------- | ------------- | -------------- | -------------- | -------------- | ------------------- | ------------------- | ------------------- | ------------------- | ------ | ----- |
| Карл Нойнер   | індивідуальне | DNF            | –              | –              | –                   | –                   | –                   | –                   | DNF    | –     |
| Макс Крекель  | індивідуальне | 2'00:59        | 8.125          | 17             | 53.5                | 51.5                | 15.812              | 6                   | 11.968 | 14    |
| Вальтер Глясс | індивідуальне | 2'00:57        | 8.750          | 15             | 45.0                | 55.0                | 15.104              | 11                  | 11.927 | 15    |
| Густль Мюллер | індивідуальне | 1'52:43        | 12.250         | 12             | 41.5                | 60.5 (fall)         | 7.978               | 28                  | 10.114 | 21    |
| Людвіг Бек    | індивідуальне | 1'48:56        | 14.125         | 5              | 36.0                | 48.0                | 12.395              | 21                  | 13.260 | 7     |

## Лижні перегони
| Спорстмени      | Дисципліна      | Дистанція | Дистанція |
| Спорстмени      | Дисципліна      | Час       | Місце     |
| --------------- | --------------- | --------- | --------- |
| 18 км, чоловіки | Вільгельм Браун | 2'03:52   | 29        |
| 18 км, чоловіки | Ганс Бауер      | 1'57:03   | 20        |
| 18 км, чоловіки | Отто Валь       | 1'55:00   | 19        |
| 18 км, чоловіки | Людвіг Бьок     | 1'48:56   | 14        |
| 50 км, чоловіки | Фріц Пелькофер  | 5'41:00   | 16        |
| 50 км, чоловіки | Ганс Бауер      | 5'36:21   | 12        |
| 50 км, чоловіки | Отто Валь       | 5'34:02   | 10        |

## Стрибки з трапліна
| Франц Тангаймер | Normal hill | 46.5 | 55.5 | 15.333 | 17 |
| Еріх Рекнагель  | Normal hill | 48.5 | 62.0 | 16.020 | 11 |
| Алоїс Крацер    | Normal hill | 49.5 | 54.0 | 14.853 | 19 |
| Мартін Нойнер   | Normal hill | 50.0 | 57.0 | 16.291 | 9  |

## Фігурне катання
| Спортсмени        | Змагання                  | ОП    | ВК    | Разом  | Разом   | Разом          |
| Спортсмени        | Змагання                  | Місце | Місце | Places | Бали    | Фінальне місце |
| ----------------- | ------------------------- | ----- | ----- | ------ | ------- | -------------- |
| Вернер Ріттбергер | чоловіче одиночне катання | DNF   | 12    | –      | –       | –              |
| Пауль Франке      | чоловіче одиночне катання | 14    | 10    | 76     | 1326.00 | 12             |
| Еллі Вінтер       | жіноче одиночне катання   | 18    | 11    | 110    | 1765.75 | 18             |
| Ельза Флеббе      | жіноче одиночне катання   | 16    | 12    | 103    | 1833.50 | 15             |
| Маргіт Бернгардт  | жіноче одиночне катання   | 14    | 14    | 91     | 1890.00 | 12             |
| Елен Брокгефт     | жіноче одиночне катання   | 8     | 10    | 67     | 2003.00 | 9              |

Змішані
| Спортсмени                | Змагання      | Бали | Результат | Місце |
| ------------------------- | ------------- | ---- | --------- | ----- |
| Ільза Кішауер Ернст Гасте | парне катання | 63   | 75.75     | 8     |

## Хокей
Група С
| М | Команда   | І | Пер | Н | Пор | Ш   | О |
| - | --------- | - | --- | - | --- | --- | - |
| 1 | Швейцарія | 2 | 1   | 1 | 0   | 5:4 | 3 |
| 2 | Австрія   | 2 | 0   | 2 | 0   | 4:4 | 2 |
| 3 | Німеччина | 2 | 0   | 1 | 1   | 0:1 | 1 |

Результати матчів 
| Дата       | Команда   | Рахунок | Команда   |
| ---------- | --------- | ------- | --------- |
| 11.02.1928 | Австрія   | 0:0     | Німеччина |
| 16.02.1928 | Швейцарія | 1:0     | Німеччина |